# Mihălceni, Vrancea
Mihălceni este un sat în comuna Ciorăști din județul Vrancea, Muntenia, România. Se află în partea de sud-est a județului, în Câmpia Râmnicului, pe malul stâng al Râmnicului Sărat.